# NBA 2K2
NBA 2K2 est un jeu vidéo de basket-ball développé par Visual Concepts et édité par Sega Sports sorti en 2002 sur Dreamcast, GameCube, PlayStation 2 et Xbox.
C'est le troisième épisode de la franchise 2K et est le principal concurrent de NBA Live 2002.